# Kamenik
Kamenik je naselje v Občini Šmarje pri Jelšah.